# Место встречи — аэропорт
«Ме́сто встре́чи — аэропо́рт» (нем. Treffpunkt Flughafen) — восточногерманский телевизионный сериал, рассказывающий о жизни и приключениях экипажа Ил-62 авиакомпании Interflug. Сериал состоял из восьми эпизодов длительностью от 63 до 78 минут и демонстрировался по первой программе восточногерманского телевидения в 1986 году. Съёмки проводились в ГДР, СССР, на Кубе, во Вьетнаме, Анголе и некоторых других странах.

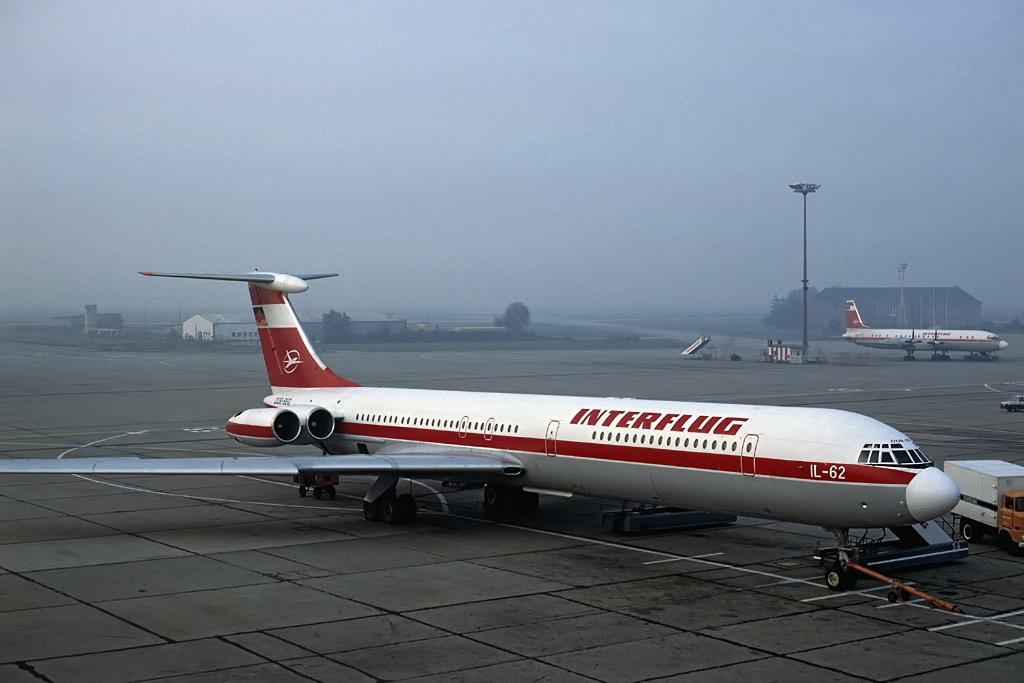
Ил-62 компании Interflug DDR-SEG, один из самолётов, снятых в сериале

В 2010 году компания ICESTORM Distribution Berlin GmbH выпустила сериал на DVD.
Сюжет «Место встречи — аэропорт» во многом перекликается с сериалом «В море», снятым в 1970-е годы и показывающим жизнь моряков одного из кораблей торгового флота ГДР.

## В ролях
| Актёр          | Роль                            |
| -------------- | ------------------------------- |
| Гюнтер Науманн | КВС Вернер Штайниц              |
| Вальтер Плате  | второй пилот Пауль Миттельштедт |
| Юрген Цартманн | штурман Юрген Граф              |
| Гюнтер Шуберт  | бортинженер Карлхайнц Адлер     |
| Регина Бейер   | стюардесса Карин Миттельштедт   |
| Мариям Агишева | стюардесса Виола Валлентин      |
| Фам Тхи Тан    | стюардесса Ли Там               |

## Список серий
| №  | Название                                  | Перевод                                | Дата выхода     |
| -- | ----------------------------------------- | -------------------------------------- | --------------- |
| 1. | Landeanflug                               | Заход на посадку                       | 23 февраля 1986 |
| 2. | Heißer Tag in Cojimar                     | Жаркий день в Кохимаре                 | 2 марта 1986    |
| 3. | Mayday, Mayday                            | Mayday, Mayday                         | 9 марта 1986    |
| 4. | Das Lächeln einer Stewardess              | Улыбка стюардессы                      | 16 марта 1986   |
| 5. | Italienisches Zimmer – Afrikanische Nacht | Итальянская комната — африканская ночь | 23 марта 1986   |
| 6. | Eine Lektion für Paul                     | Урок для Пауля                         | 30 марта 1986   |
| 7. | Das Tor in den Wolken                     | Ворота в облаках                       | 6 апреля 1986   |
| 8. | Ein neuer Start                           | Начать сначала                         | 13 апреля 1986  |